# Kalicina cytrynowa

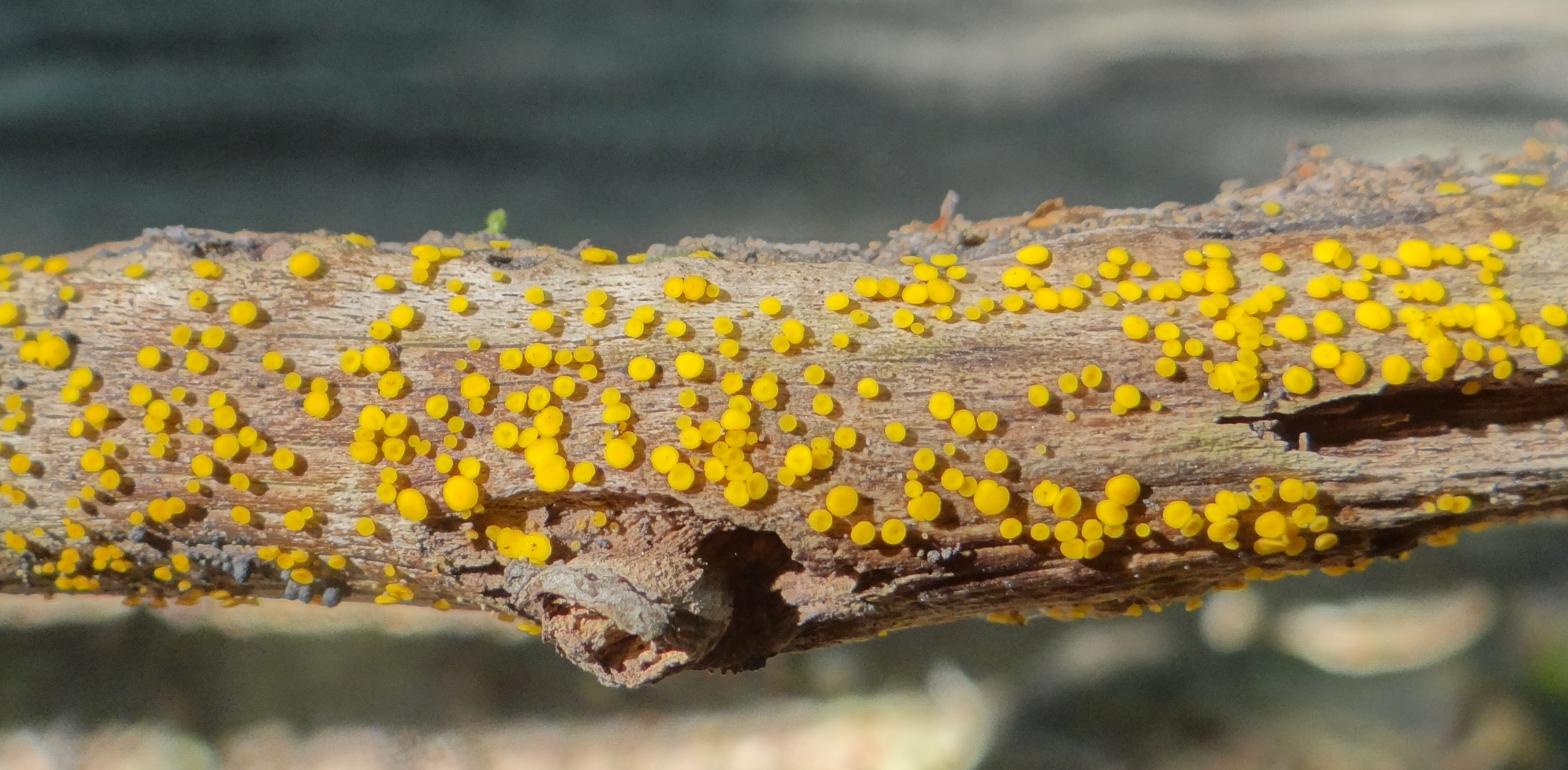

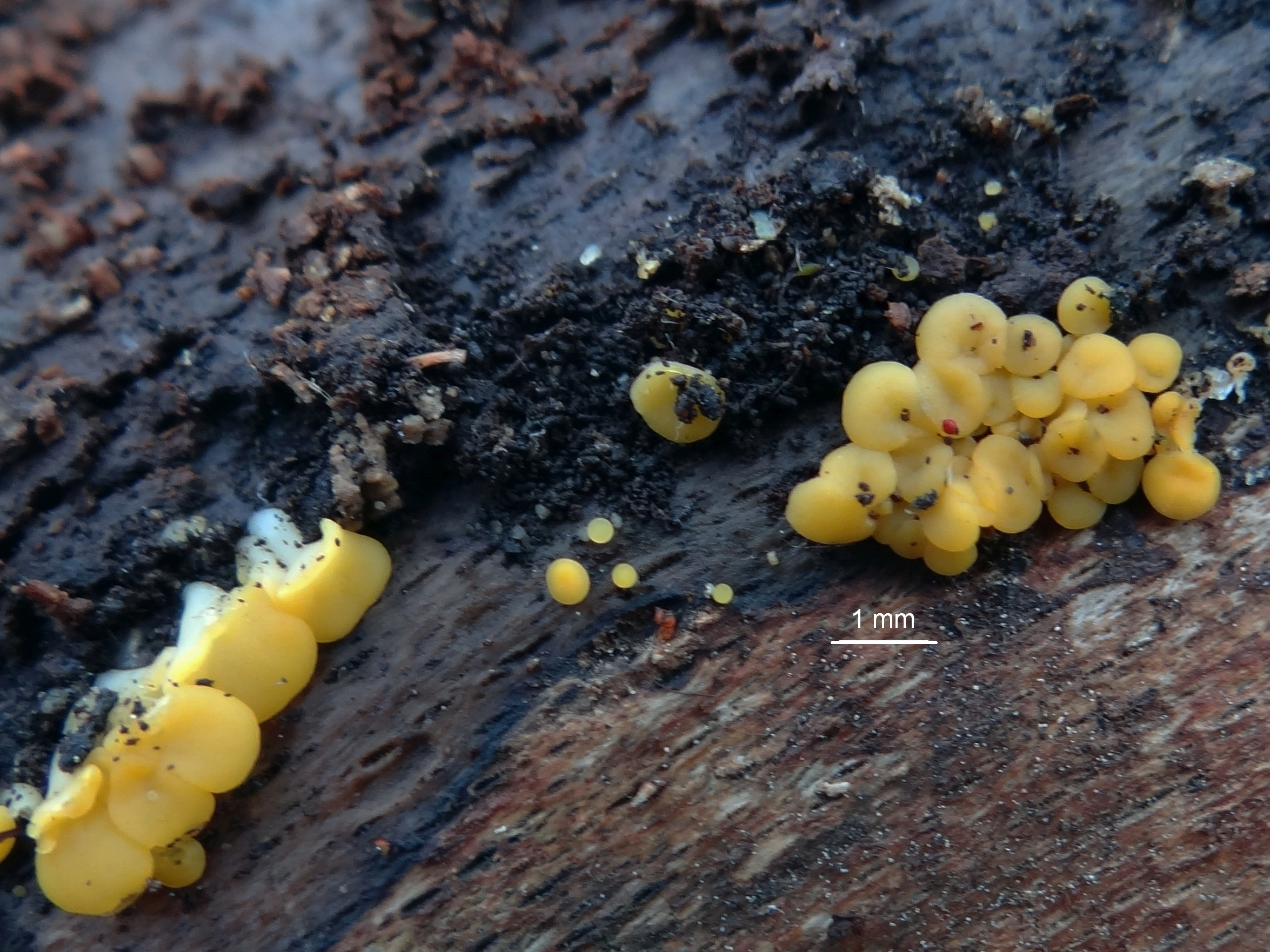

Kalicina cytrynowa, dwuzarodniczka cytrynowa (Calycina citrina (Hedw.) Gray) – gatunek grzybów z rodziny Pezizellaceae.

## Systematyka i nazewnictwo
Pozycja w klasyfikacji według Index Fungorum: Calycina, Pezizellaceae, Helotiales, Leotiomycetidae, Leotiomycetes, Pezizomycotina, Ascomycota, Fungi.
Po raz pierwszy takson ten opisał w roku 1789 Johann Hedwig nadając mu nazwę Octospora citrina. Obecną nazwę nadał mu w roku 1821 Samuel Frederick Gray. Niektóre synonimy naukowe:

- Bisporella citrina (Batsch) Korf & S.E. Carp., Mycotaxon 1(1): 58 (1974)
- Bisporella claroflava (Grev.) Lizoň & Korf 1995
- Calycella claroflava (Grev.) Boud. 1907
- Calycella flava (Klotzsch ex W. Phillips) Boud.
- Calycina citrina (Hedw.) Gray 1821
- Calycina clariflava (Grev.) Kuntze 1898
- Calycina flava (Klotzsch) Kuntze 1898
- Helotium citrinum (Hedw.) Fr. 1849
- Helotium claroflavum (Grev.) Berk. 1860
- Helotium flavum Klotzsch 1887
- Peziza citrina (Hedw.) Pers. 1797
- Peziza claroflava Grev. 1824

Gatunek miał polską nazwę dwuzarodniczka cytrynowa (dla nazwy naukowej Bisporella citrina). Po przeniesieniu do rodzaju Calycina nazwa ta stała się niespójna z nazwą naukową. W 2024 r. Komisja ds. Polskiego Nazewnictwa Grzybów przy Polskim Towarzystwie Mykologicznym nadała mu polską nazwę kalicina cytrynowa.

## Morfologia
Owocniki
Początkowo kuliste i zamknięte, potem podczas wzrostu i dojrzewania przybierają kształt czaszy lub talerzyka z bardzo krótkim trzonem, lub bez niego. Średnica do 3 mm, wysokość trzonu (jeśli występuje) nie przekracza 1 mm, barwa jasnożółta. Owocniki zazwyczaj występują w licznych grupach, czasami rosną tak gęsto obok siebie, że wskutek stłoczenia ulegają zniekształceniu. Wewnętrzna powierzchnia owocnika gładka, błyszcząca, żółta, powierzchnia zewnętrzna również gładka i błyszcząca, nieco jaśniejsza – cytrynowożółta. Zaschnięte owocniki stają się pomarszczone i zmieniają barwę na pomarańczowo-brązową. Brak zapachu i smaku.
Cechy mikroskopowe
Zarodniki eliptyczne, gładkie, z kroplą oleju na każdym końcu. Mają rozmiar 9–14 × 3–5 μm, w dojrzałych często występują wewnętrzne przegrody. Powstają w workach o rozmiarach 100-135 × 7–10 μm. Wstawki (parafizy) wąsko cylindryczne, z zaokrąglonymi lub lekko zgrubiałymi wierzchołkami.

## Występowanie i ekologia
Oprócz Antarktydy występuje na wszystkich kontynentach, także na wielu wyspach. W Europie północna granica zasięgu biegnie przez Islandię i środkową część Półwyspu Skandynawskiego. W Polsce gatunek pospolity.
Owocniki tworzy od wczesnej wiosny do jesieni, nieraz w zlewających się dużych murawkach, na wilgotnym, leżącym drewnie drzew liściastych, a także na powierzchni cięcia pni. Znaleziono go również na owocnikach gmatwicy chropowatej (Daedaelopsis confragosa). Jest saprotrofem. Badania nad grzybami powodującymi próchnienie drzew wykazały, że jest jednym z pierwszych grzybów opanowujących martwe drewno, pojawił się bowiem już po trzech latach na powalonym przez silne wiatry, zdrowym buku, wraz ze skórnikiem szorstkim (Stereum hirsutum) i gruzełkiem cynobrowym (Nectria cinnabarina).

## Gatunki podobne
- Bardzo podobna, ale mniejsza jest Bisporella sulfurina. Ponadto odróżnia się ona tym, że rozwija się na starych owocnikach grzybów Pyrenomycetes (według aktualnej klasyfikacji Index Fungorum należą one do klasy Sordariomycetes). Rozpoznać je można po czarnej, cienkiej i skorupiastej plesze[12].
- Pucharek kielichowaty (Hymenoscyphus calyculus). Jest bardzo podobny, ale nieco większy i ma 4-milimetrowy trzonek. Występuje od października na szczątkach drewna. Użycie mikroskopu umożliwia rozpoznanie tego gatunku po zarodnikach kształtu przecinkowatego[9].